# Safe city

Safe city, ou ville sûre en français, est une notion dérivée de la smart city (ville intelligente) traitant spécifiquement de la question de la sécurité dans la ville,. Ayant pour but de renforcer la sécurité des territoires dans lesquels elles se déploient, ces technologies se présentent comme des solutions à nombre de maux et troubles quotidiens à l’ordre public tels que les rodéos urbains, les dégradations de bâtiments, les dépôts sauvages d’ordures ou encore les incivilités. 
Les systèmes de vidéosurveillance sont au cœur du dispositif, la reconnaissance faciale pourrait ainsi être expérimentée dans des villes pilotes.

## Histoire
Le terme aurait émergé dans la deuxième partie des années 2010. Quelques chercheurs ont théorisés ce terme comme Antoine Courmont, membre de l'école urbaine de Sciences Po Paris, en proposant que la safe city aurait pris la suite de la smart city, concept qui serait dorénavant moins en vogue. L'expression est reprise dans les médias et par certains élus, majoritairement à droite, à l'image de Christian Estrosi, maire de Nice, qui exprime en 2018 la volonté de transformer sa ville en safe city. Par ailleurs, certaines grandes entreprises comme Thales ce sont elles aussi appropriés le terme pour développer des solutions numériques à l'attention des villes.
En France, le marché de la sécurité représentait 34 milliards d’euros en 2016. Cependant, il reste difficile de quantifier ou de localiser précisément le niveau de prolifération des caméras par exemple, dont la connaissance de l’implantation demeurait « approximative » selon la Cour des Comptes en 2020.

## Enjeux politiques
L’apparition du phénomène de ville sûre est le fruit de pressions convergentes. Tout d’abord, une demande de la population elle-même la motive, suivie par les acteurs du milieu de l’assurance. Cette revendication se double de la demande publique, émanant aussi bien des forces de l’ordre que des municipalités. Les entreprises du secteur pèsent aussi dans l’équation et contribuent au développement de technologies de pointes, à l’image de la vidéosurveillance algorithmique.
Destinée à réduire les dangers de la vie urbaine, la ville sûre constitue en même temps une stratégie politique ostentatoire pour les élus qui la promeuvent. En nourrissant le sentiment de sécurité de ses citoyens, le maire s’assure une popularité et garantit l’attractivité de son territoire. L’installation de caméras apparaît à ce titre comme une vitrine de l’action municipale, immédiatement perçue comme luttant activement contre l’insécurité. Technopolice, une campagne de mobilisation contre les villes intelligentes lancée par l’association de défense des libertés numériques La Quadrature du Net, dénonce même une « réappropriation » et une instrumentalisation du sentiment d’insécurité au bénéfice des pouvoirs publics.
Les volontés politiques municipales peuvent par ailleurs être soutenues financièrement par le biais de différentes subventions incitatives. On compte parmi ces dispositifs des fonds nationaux tels que le Fonds Interministériel de Prévention de la Délinquance (FIPD), la Dotation d’équipement des territoires ruraux (DETR) mais également, à partir de 2015, des aides en provenance de collectivités ne disposant pas nécessairement de compétence directe en matière de sécurité, comme c’est le cas des régions Auvergne-Rhône-Alpes et Ile-de-France (10 millions attribués en 2016-2017).

## Territoires pilotes
Des projets de safe cities sont ou étaient également en réflexion à Marseille, Saint-Étienne, Valenciennes et dans le quartier de La Défense en région parisienne.

### Nice
À la suite de l'attentat du 14 juillet 2016, Christian Estrosi, alors maire de Nice, décide de renforcer sa politique sécuritaire. Il signe en 2018 une convention avec l'entreprise française Thales, cette dernière ayant carte blanche pour faire de Nice un territoire d'expérimentation de nouveaux outils numériques interconnectés. Le concept de safe city devient pour la première fois un argument politique. Le coût de cette opération est estimée à 25 millions €.

## Critiques et préoccupations éthiques
Des critiques multiformes sont adressées au concept et à l’ambition de la ville sûre. L’opposition se fait notamment entendre de la part d’autorités administratives publiques comme la CNIL mais aussi des élus de gauche à l’image des communistes franciliens qui ont formé en 2022 un recours contre le financement de drones pour les polices municipales. 
La chercheuse en sociologie Myrtille Picaud déclare en ce sens que « L’usage croissant d’instruments numériques dans le secteur de la sécurité urbaine se fait à grande vitesse, dans une relative opacité. » Des inquiétudes pèsent sur les modalités de gestion des données et le respect des libertés fondamentales. De nombreuses structures et associations, avec en tête de file la CNIL et La Quadrature du Net, s’alarment sur d’éventuelles atteintes à la vie privée et la perspective d’un contrôle social généralisé.